# Amédée Gayot
Pour les articles homonymes, voir Gayot.
Amédée Gayot est un homme politique français né le 2 juillet 1806 à Troyes (Aube) et mort le 5 novembre 1880 à Troyes

## Biographie
Fils du secrétaire général de la préfecture de l'Aube, il fait des études de droit et s'installe comme avocat à Troyes. Conseiller d'arrondissement et conseiller municipal de Troyes, il est élu représentant de l'Aube en 1848. Il n'est pas réélu en 1849. En 1863, il essuie un échec comme candidat d'opposition aux législatives. Il exerce sa profession d'avocat, et est administrateur des hospices de Troyes. À la fin du second Empire, il retrouve une place de conseiller municipal de Troyes. En 1871, il est élu représentant, et siège à gauche. Il est élu sénateur en 1876 et meurt en cours de mandat en 1880. Son fils, Émile Gayot lui succède à l'élection partielle. Il était également conseiller général et président du Conseil général de l'Aube.

## Sources
- « Amédée Gayot », dans Adolphe Robert et Gaston Cougny, Dictionnaire des parlementaires français, Edgar Bourloton, 1889-1891 [détail de l’édition]